# Криков
Криков (укр. Криків) — село в Чемеровецком районе Хмельницкой области Украины.
Население по переписи 2001 года составляло 524 человека. Почтовый индекс — 31637. Телефонный код — 3859. Занимает площадь 1,763 км². Код КОАТУУ — 6825289404.

## Местный совет
31630, Хмельницкая обл., Чемеровецкий р-н, с. Шидловцы, ул. Ленина, 22